# Unione Sportiva Avellino 2001-2002
Questa voce raccoglie le informazioni riguardanti l'Unione Sportiva Avellino nelle competizioni ufficiali della stagione 2001-2002.

## Stagione
Nella stagione 2001-2002 l'Avellino disputa il girone B del campionato di Serie C1, raccoglie 48 punti che valgono il settimo posto finale. Il campionato è stato vinto dall'Ascoli che torna in Serie B, accompagnato dal Catania che si è imposto nei Play-off. La squadra irpina inizia la stagione con il tecnico Gaetano Auteri, che viene sostituito alla decima giornata da Giuliano Sonzogni, dopo un inizio deludente del torneo. A inizio marzo si ritorna però all'antico, con il reintegro di Gaetano Auteri fino al termine della stagione. Il napoletano Firmino Elia, ceduto nel mercato invernale al Giulianova, con 10 reti firmate nelle prime 19 partite è stato il miglior realizzatore stagionale dei lupi. Anche in questa stagione, grazie al buon piazzamento della scorsa, l'Avellino partecipa alla Coppa Italia nazionale inserito nel girone 5, che promuove la Sampdoria. Mentre nella Coppa Italia di Serie C i biancoverdi nei sedicesimi superano nel doppio confronto il Giugliano, uscendo dal torneo negli ottavi di finale, superati dal Catanzaro.

## Risultati

### Campionato

#### Girone di andata
| Arbitro: | Squillace (Catanzaro) |

|                  |           |                      |
| V. Silvestri 69’ | Marcatori | 78’ (rig.) Battaglia |

| Arbitro: | Romeo (Verona) |

|                                    |           |  |
| Ciardiello 30’ Bennardo 71’ (aut.) | Marcatori |  |

| Arbitro: | Tonolini (Milano) |

|                        |           |              |
| Rosamilia 13’ Elia 53’ | Marcatori | 22’ Langella |

| Arbitro: | Lambertini (Bologna) |

|             |           |                                |
| Mancino 54’ | Marcatori | 24’ (rig.) Elia 85’ Boccaccini |

| Avellino 30 settembre 2001 5ª giornata | Avellino            | 0 – 0 | Lanciano | Stadio Partenio\| Arbitro: \| Benedetti (Vicenza) \| |
| Arbitro:                               | Benedetti (Vicenza) |       |          |                                                      |

| Arbitro: | Santucci (Reggio Calabria) |

|          |           |  |
| Elia 59’ | Marcatori |  |

| Arbitro: | Brighi (Cesena) |

|                           |           |                        |
| Pittaluga 54’ Martini 68’ | Marcatori | 3’ Dié 73’ (rig.) Elia |

| Arbitro: | Giammillaro (Messina) |

|                                       |           |                            |
| V. Silvestri 22’, 47’ Elia 45’ (rig.) | Marcatori | 29’ M. Tacchi 34’ Nicodemo |

| Arbitro: | M. Mazzoleni (Bergamo) |

|                                                |           |            |
| Fontana 26’ Passiatore 60’, 69’ A. Morello 75’ | Marcatori | 43’ Bifini |

| Arbitro: | Girardi (San Donà di Piave) |

|                                            |           |             |
| Elia 23’ (rig.) Rosamilia 40’ D'Angelo 73’ | Marcatori | 61’ Pastore |

| Arbitro: | Cenni (Imola) |

|          |           |             |
| Paci 85’ | Marcatori | 50’ Ignoffo |

| Arbitro: | Carlucci (Molfetta) |

|               |           |           |
| Elia 11’, 60’ | Marcatori | 36’ Aruta |

| Arbitro: | Ponzalli (Firenze) |

|                        |           |                               |
| Fanesi 20’ Sbrizzo 48’ | Marcatori | 18’ Ignoffo 90+4’ (rig.) Elia |

| Arbitro: | Brighi (Cesena) |

|                                 |           |                                  |
| V. Silvestri 81’ Bembuana 90+2’ | Marcatori | 57’ Manca 62’ La Vista 81’ Nassi |

| Giulianova 9 dicembre 2001 15ª giornata | Giulianova          | 0 – 0 | Avellino | Stadio Rubens Fadini\| Arbitro: \| De Marco (Chiavari) \| |
| Arbitro:                                | De Marco (Chiavari) |       |          |                                                           |

| Avellino 16 dicembre 2001 16ª giornata | Avellino            | 0 – 0 | Lodigiani | Stadio Partenio\| Arbitro: \| Bernardoni (Modena) \| |
| Arbitro:                               | Bernardoni (Modena) |       |           |                                                      |

| Arbitro: | Romeo (Verona) |

|                                |           |              |
| E. Baggio 36’, 38’, 73’ (rig.) | Marcatori | 51’ Bembuana |

#### Girone di ritorno
| Arbitro: | Ioseffi (Siena) |

|                                   |           |                  |
| D. Russo 74’ Ciaschini 80’ (rig.) | Marcatori | 16’ V. Silvestri |

| Arbitro: | Girardi (San Donà di Piave) |

|          |           |                    |
| Elia 90’ | Marcatori | 6’ (rig.) Belmonte |

| Arbitro: | De Marco (Chiavari) |

|             |           |            |
| Lo Nero 60’ | Marcatori | 4’ Tedoldi |

| Arbitro: | Cigalotti (Milano) |

|           |           |                              |
| Abate 47’ | Marcatori | 9’ De Palma 49’ B. Di Napoli |

| Arbitro: | Tagliavento (Terni) |

|                                          |           |  |
| Maretti 35’ Ranalli 73’ Karasavvidis 85’ | Marcatori |  |

| Arbitro: | D'Aguanno (Marsala) |

|           |           |                  |
| Terra 18’ | Marcatori | 40’ V. Silvestri |

| Arbitro: | Torella (Roma) |

|            |           |            |
| Fresta 20’ | Marcatori | 25’ Borneo |

| Arbitro: | Zanzi (Lugo di Romagna) |

|  |           |                  |
|  | Marcatori | 76’ V. Silvestri |

| Arbitro: | Cenni (Imola) |

|                        |           |                             |
| Cinelli 16’ Fresta 24’ | Marcatori | 25’ Biancone 84’ Passiatore |

| Arbitro: | Liberti (Genova) |

|            |           |  |
| Riganò 14’ | Marcatori |  |

| Arbitro: | Tonolini (Milano) |

|            |           |  |
| Fresta 32’ | Marcatori |  |

| Arbitro: | Rocchi (Firenze) |

|           |           |                    |
| Aruta 27’ | Marcatori | 90+2’ V. Silvestri |

| Avellino 7 aprile 2002 30ª giornata | Avellino           | 0 – 0 | Pescara | Stadio Partenio\| Arbitro: \| Brunialti (Trento) \| |
| Arbitro:                            | Brunialti (Trento) |       |         |                                                     |

| Arbitro: | Sacco (Civitavecchia) |

|           |           |                |
| Mesto 54’ | Marcatori | 90+1’ Bembuana |

| Arbitro: | Banti (Livorno) |

|                         |           |             |
| Tedoldi 4’ Bembuana 11’ | Marcatori | 9’ Califano |

| Arbitro: | Caristia (Siracusa) |

|  |           |                     |
|  | Marcatori | 77’ (aut.) De Cecco |

| Arbitro: | M. Mazzoleni (Bergamo) |

|             |           |  |
| Cinelli 80’ | Marcatori |  |

### Coppa Italia

#### Girone 5
| Arbitro: | Cannella (Palermo) |

|                           |           |              |
| Pelatti 55’ (rig.), 90+2’ | Marcatori | 62’ Calcagno |

| Arbitro: | Gabriele (Frosinone) |

|                                   |           |  |
| Rosamilia 31’ Trezzi 77’ Elia 81’ | Marcatori |  |

| Arbitro: | Preschern (Mestre) |

|                                             |           |                  |
| Ghirardello 60’ (rig.) Baicu 62’ Sturba 69’ | Marcatori | 44’ V. Silvestri |

### Coppa Italia di Serie C

#### Sedicesimi di finale
| Arbitro: | C. Rubino (Salerno) |

|                         |           |          |
| Falco 42’ G. Corona 54’ | Marcatori | 25’ Senè |

| Arbitro: | Carlucci (Molfetta) |

|              |           |  |
| Calcagno 26’ | Marcatori |  |

#### Ottavi di finale
| Arbitro: | Latella (Potenza) |

|                        |           |            |
| Bembuana 36’ Frati 67’ | Marcatori | 13’ Alfano |

| Arbitro: | Giannoccaro (Lecce) |

|                                                            |           |                  |
| Terevoli 23’ Alfano 27’ G. Russo 29’ (rig.) Novembrino 85’ | Marcatori | 65’ (rig.) Rocco |